# Petrovich Ede
Petrovich Ede (Hőgyész, 1898. augusztus 7. - Pécs, 1987. január 11.) kanonok, főlevéltáros.

## Élete
Középiskolai tanulmányait be sem fejezve az első világháborúban az olasz fronton harcolt. Életmentő akciójáért magas kitüntetésben részesült. 1922-ben pappá szentelték, Püspöknádasdon, 1923-tól Németbólyban, 1926-tól Tolnán káplán. 1927-ben hittan-latin-történelem szakot végzett. A dombóvári Esterházy Miklós nádor Gimnázium, 1931-től a pécsi Széchenyi István Gimnázium hittanára, 1942-től a Püspöki Tanítóképző intézet igazgatója, 1945-től káptalani levtáros, 1946-tól szentszéki bíró is. 1947-től az esztergomi Érseki Tanítóképző igazgatója. 1948 szeptemberétől a pécsi Nagy Lajos Gimnázium tanára. A Mária-kongregációs gyűléseken Bach-, Beethoven-, Verdi-, Wagner-zenedarabokat mutatott be. 1951-től a Pécsi Püspöki Levéltár munkatársa, 1957-82 között vezetője, 1960-tól nyugdíjasként.
Cserkészvezetőként 1936-41 között és 1943-45 között a pécsi 10. sz. P.Á.R. cserkészcsapat parancsnoka. 1948-tól, a „katakomba-cserkészet” idején segítette volt cserkészeit.

## Munkássága
Feltárta a középkori pécsi egyetem alapításának körülményeit, hozzáférhetővé tette a müncheni egyetemi könyvtárban őrzött latin nyelvű anyagot. Tanulmányokat írt Janus Pannoniusról, a pécsi káptalani házak és a püspöki palota történetéről.

## Művei
- Adatok a Pécs, Káptalan u. 2. sz. ház történetéhez. In: Janus Pannonius Múzeum évkönyve, Pécs, 1956.
- Egyhtörténeti olvasókönyv. Ókor. Pécs, 1937.
- Pécsi székesegyház. Pécs, 1956.
- Cultura Atesina. XV. (L´opera di Giuseppe Antonio Sartori a Pécs 1778-1783) Bolzano, 1961.
- A középkori pécsi egyetem épülete és címere. In: Janus Pannonius Múzeum Évkönyve, Pécs, 1972.
- Janus Pannonius Pécsett. Bp., 1975.
- A pécsi káptalani házak. In: Dunántúli Dolgozatok (C) Pécs, 1983. (Történettudományi sorozat 1.)
- Sermones compilati in Studio generali Quinqueecclesiensi in regno Ungariae. Bp., 1993.